# Ebalia tuberosa
Ebalia tuberosa är en kräftdjursart som först beskrevs av Thomas Pennant 1777.  Ebalia tuberosa ingår i släktet Ebalia och familjen Leucosiidae. Arten är reproducerande i Sverige. Inga underarter finns listade i Catalogue of Life.
Artepitet i det vetenskapliga namnet är latin för "rik på knölar/pucklar". Det svenska trivialnamnet vårtig rombkrabba förekommer för arten.
Artens upp till 18 mm långa ryggsköld är åttakantig. Det kännetecknas av två åsar som bildar ett kryss samt av många små knölar. Färgen varierar mellan rödbrun och orangegul. Ibland förekommer glest fördelade vita punkter. Ebalia tuberosa skiljer sig från andra släktmedlemmar genom större klor.
Ebalia tuberosa förekommer i nordöstra Atlanten från norra Norge till Kanarieöarna samt i tillhörande bihav som Kattegatt och Skagerrak. Den hittas även i Medelhavet. Krabban vistas på kontinentalsockeln till ett djup av cirka 200 meter. Den lever på bottnar med grus, sand eller slam.
Ebalia tuberosa gräver sig ner i bottensedimentet så att endast antennerna är synliga. Fortplantningen sker antagligen under alla årstider. Krabban söker under natten efter ryggradslösa djur. Den har även as som föda.